# 虚度的爱
虚度的爱是奥地利歌手JJ的歌曲。由JJ、特奥多拉·斯皮里奇和托马斯·瑟纳（Thomas Thurner）共同创作，於2025年3月6日透過華納音樂德國旗下廠牌Manifester發行單曲。歌曲代表奥地利參與2025年在瑞士巴塞爾舉辦的2025年歐洲歌唱大賽，JJ最終以436分贏得比賽冠軍。

## 製作與發行
虚假的爱由JJ（本名約翰尼斯．皮奇（Johannes Pietsch））、特奥多拉·斯皮里奇和托马斯·瑟纳（Thomas Thurner）共同创作，提雅曾是2023年的奧地利代表。這是首關於單戀的歌曲，風格上融合了歌劇流行、假聲男高音和Techno，不少評論覺得這和去年冠軍尼莫的作品密碼很像。
歌曲於2025年3月6日透過德國华纳音乐旗下廠牌Manifester發行，由維塞利·馬雷克（Vesely Marek）執導的音樂錄影帶也於同日公開。JJ在影片中將紙船放入水中被認為是呼應歌曲主體，象徵著這段感情的結束。

## 歐洲歌唱大賽

### 內部決定
奧地利廣播集團（ORF）採用內部選擇選出2025年的奧地利代表，在歌曲創作營中，JJ的作品經過由30位專家組成的評審團，及OGAE代表和ORF的歐洲歌唱大賽團隊評選成為代表。ORF於2025年1月30日宣布JJ將代表奧地利參賽2025年欧洲歌唱大赛，JJ接受採訪表示當時他正在上學路上，知道自己要代表國家後直接哭了出來。維也納音樂與藝術大學校長安德烈亞斯·邁拉特-波科爾尼（Andreas Mailath-Pokorny）有高興有學生再次參賽，並肯定其創造力和對歌劇與流行音樂融合的嘗試。

### 比賽表現

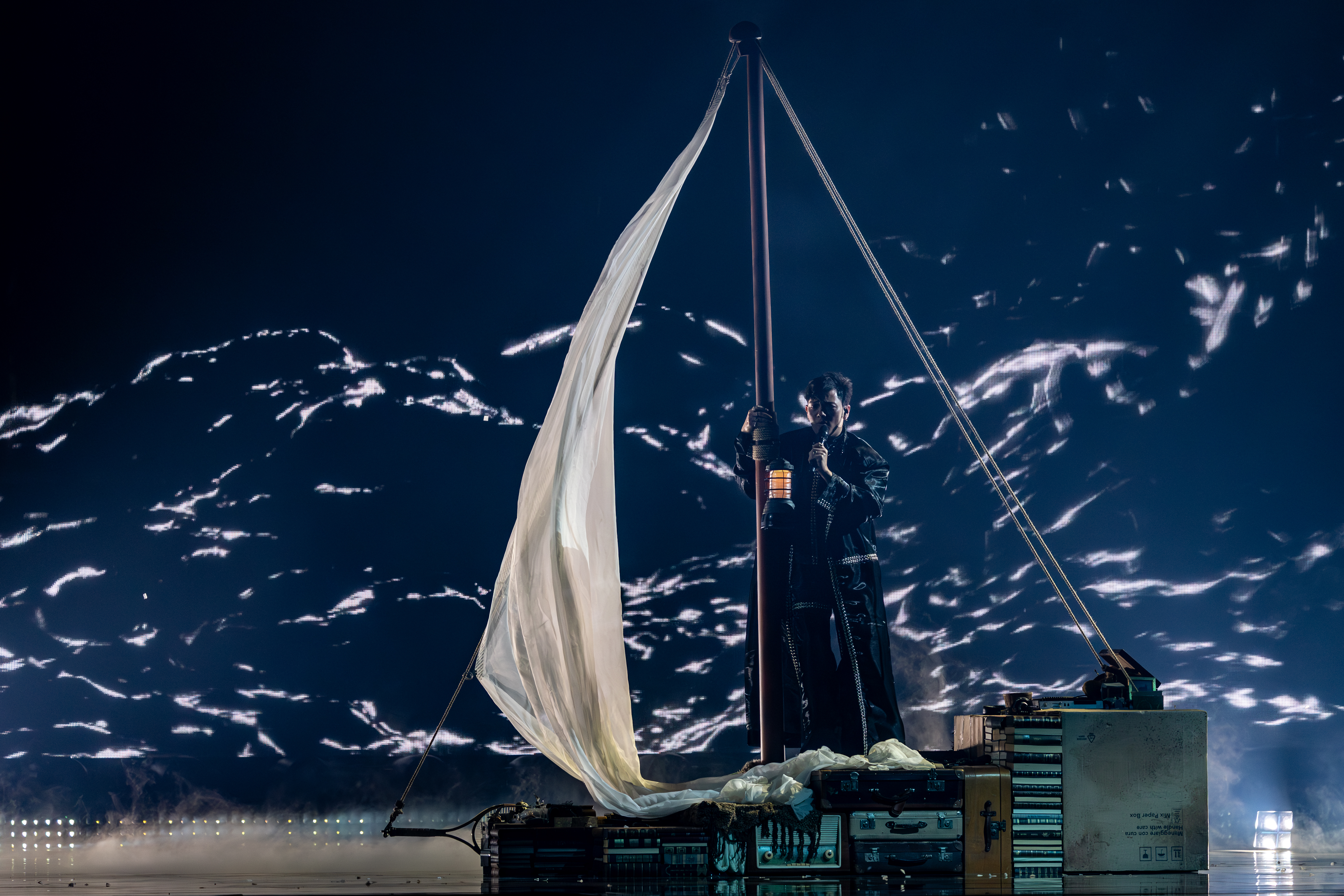
JJ在2025年歐洲歌唱大賽

本屆歐洲歌唱大賽於瑞士巴塞爾聖雅各布體育館舉行，經過「半決賽分配抽籤」，JJ被安排在2025年5月15日的第二場半決賽（Semi-final 2），是第9位演出者。演出以黑白濾鏡呈現，穿著黑色外套的JJ在由板條箱製成的船上演唱。隨著演出進行，身後螢幕的風雨逐漸變得兇猛，JJ緊緊抓著桅杆直到風雨漸停。JJ以104分獲得第二場半決賽第5名，成功進入決賽。
西班牙《世界报》的安德里亞·M·羅莎·德爾皮諾（Andrea M. Rosa del Pino）在觀賞後稱JJ有著無與倫比的歌聲，難怪是博彩公司最看好的選手之一，他還提到現場反應熱烈，演出結束的掌聲與呼聲持續了37秒。來自英國《衛報》的馬丁·貝拉姆（Martin Belam）認為這首無疑是決賽之夜的前三名。
決賽於5月17日舉行，JJ的決賽演出序位被安排在第9位。最終JJ以評審得分258分，觀眾得分178分，合計得分436分獲得2025年歐洲歌唱大賽冠軍，這是奧地利第3次斬獲冠軍。

## 專業評價
虚度的爱獲得媒體盛讚。丹尼爾·羅伯斯（Daniel Robles）在為西班牙《机密报》撰文讚揚JJ音域廣闊，以及對流行、歌曲、電音的曲風融合。挪威《每日雜誌報》給予5/6分，評論這可能是本屆最好，至少是最獨特的聲音，即便充滿力量假聲不夠吸引人，最後的狂熱電子舞曲也一定能收獲人心。歌曲被美國全国公共广播电台的格倫·威爾登榮譽提名為2025年歐洲歌唱大賽最佳10首歌曲，威爾登認為這首歌就是大量的歌劇撒上俱樂部節奏提味，可偏偏是提味的部分最好。
英國《泰晤士报》的艾德·波頓（Ed Potton）在26名決賽選手中將其排至第8，並給出四顆星（滿分五星），波頓形容歌曲一下讓聽眾從唱著女高音的斯卡拉大劇院來到Techno聖地Berghain。Wiwibloggs的內部評審團給予歌曲7.87/10分，在37首參賽作品中排名第5。評審團稱讚JJ的歌聲和音樂才華，認為虚度的爱擁有獲勝潛力，但對結尾的Techno段落有所保留。美国娱乐网站的強·奧布萊恩（Jon O'Brien）則將其排在排名第12，他認為這首歌會像過去十年的歌劇流行參賽作品收穫量好名次，尤其是結尾富有戲劇張力的風格轉換。

## 參與名單
來源：Qobuz
- 贝利·洛里亚诺（Pele Loriano） – 製作人
- JJ – 人聲、主藝人、詞曲創作
- 米沙·耶尼施（Mischa Janisch） – 母帶製作
- 德奈什·萊德利（Rédly Dénes） – 錄音工程
- 佐爾坦·帕德（Zoltan Pad） – 管弦樂指揮
- 保羅·薩姆斯（Paul Sams） – 附加程式設計
- 布达佩斯影视乐团（Budapest Scoring Orchestra） – 管弦樂團
- 沃伊切赫·科斯特泽瓦（Wojciech Kostrzewa） – 製作人、編曲、管絃樂工程
- 麥可·赫希特爾（Michael Höchtl） – 混音
- 托马斯·瑟纳（Thomas Thurner） – 詞曲創作、製作人、鼓組、鋼琴、合成器
- 特奥多拉·斯皮里奇（Teodora Spiric） – 詞曲創作、人聲
- 帕特里克·韋雷布（Patrik Veréb） – 錄音室助理

## 榜单表现
| 榜单（2025年）                           | 最高排名 |
| ---------------------------------------- | -------- |
| 奧地利（Ö3四十強單曲榜）                 | 1        |
| 比利时佛兰德（Ultratop單曲榜）           | 28       |
| 克羅埃西亞（克羅埃西亞電台榜）           | 53       |
| 芬蘭（芬蘭官方單曲榜）                   | 10       |
| 德國（德國官方單曲榜）                   | 13       |
| 全球（Billboard Global 200）             | 167      |
| 希腊（國際唱片業協會希臘分會國際單曲榜） | 1        |
| 冰岛（Plötutíðindi）                     | 10       |
| 爱尔兰（愛爾蘭唱片音樂協會单曲榜）       | 53       |
| 以色列（mako熱單）                       | 51       |
| 拉脫維亞（拉脱维亚表演者和制片人协会）   | 6        |
| 立陶宛（AGATA）                          | 5        |
| 盧森堡（《告示牌》Luxembourg Songs）     | 8        |
| 荷蘭（百大單曲榜）                       | 36       |
| 挪威（世道單曲榜）                       | 27       |
| 波蘭（波蘭百大串流榜）                   | 34       |
| 葡萄牙（葡萄牙唱片業協會）               | 77       |
| 瑞典（瑞典最熱榜）                       | 8        |
| 瑞士（瑞士热门音乐榜）                   | 3        |
| 英國（官方榜单公司單曲榜）               | 53       |